# Greasemonkey
Greasemonkey este o extensie pentru Mozilla Firefox  care permite utilizatorilor să instaleze scripturi care produc schimbări asupra conținutului paginii web, înainte sau după ce pagina s-a încărcat în browser.